# (982) Franklina
(982) Franklina ist ein Asteroid des Hauptgürtels, der am 21. Mai 1922 vom südafrikanischen Astronomen Harry Edwin Wood in Johannesburg entdeckt wurde.
Der Asteroid ist nach dem britischen Astronomen und Stellarkartographen John Franklin Adams benannt.